# Lars Stillman
Lars Stillman, var en svensk orgelbyggare, handelsman och rådman i Söderhamn. Organist i Söderhamn från 1722–1725.

## Orglar
- Söderhamns kyrka (flyttade 1600-tals orgeln från Söderhamns gamla kyrka till den nybyggda på 1720-talet)
- 1722 - Järvsö kyrka. Den 3 februari 1722 skrevs ett kontrakt att reparera orgeln i kyrkan för 300 daler.[1]